# Vladimír Svitek
Vladimír Svitek (19. října 1962, Banská Bystrica – 17. února 2020, Košice) byl československý a slovenský hokejista.

## Hráčská kariéra

### Klubová kariéra
Hrával v československé hokejové lize za HC Košice, se kterými vybojoval v letech 1985/1986 a 1987/1988 ligový titul. V roce 1981 byl draftován týmem Philadelphia Flyers, v NHL však nikdy nehrál.
V roce 1990 odešel do Finska, kde rok hrál za HPK Hämeenlinna, jednu sezónu odehrál také v Rakousku za Zell am See. Po návratu na Slovensko působil opět Košicích, Spišské Nové Vsi a Trebišově. Závěr kariéry strávil v maďarské lize.

### Reprezentační kariéra
Československo reprezentoval v juniorských výběrech na mistrovství Evropy do 18 let i světa do 20 let. Jako senior byl nominován na mistrovství světa v letech 1986 a 1989. Při své druhé účasti vytvořil produktivní útok s Vladimírem Růžičkou a Zdenou Cígerem. Se čtyřmi góly a šesti asistencemi byl tehdy desátým nejproduktivnějším hráčem šampionátu a přispěl k zisku bronzových medailí. Celkem odehrál za Československo 40 utkání a vstřelil 11 branek.